# Ctesias hajeki
Ctesias hajeki là một loài bọ cánh cứng trong họ Dermestidae. Loài này được Háva miêu tả khoa học năm 2005.